# Freedom Socialist Party
Die Freedom Socialist Party (FSP) ist eine linksradikale Politische Partei der USA mit einer revolutionär-feministischen Philosophie, die 1966 aus einer Abspaltung von der Socialist Workers Party (SWP) entstand. Die Partei sieht die Kämpfe der Frauen und Minderheiten als Teil des Kampfes der Arbeiterklasse.
Die Zweigstelle der SWP in Seattle spaltete sich mit Hilfe von Leuten aus anderen Städten aufgrund des, wie sie es beschrieben, fest verwurzelten Opportunismus und der undemokratischen Methoden der SWP ab. Der Vorsitzende der FSP ist Doug Barnes.

## Geschichte

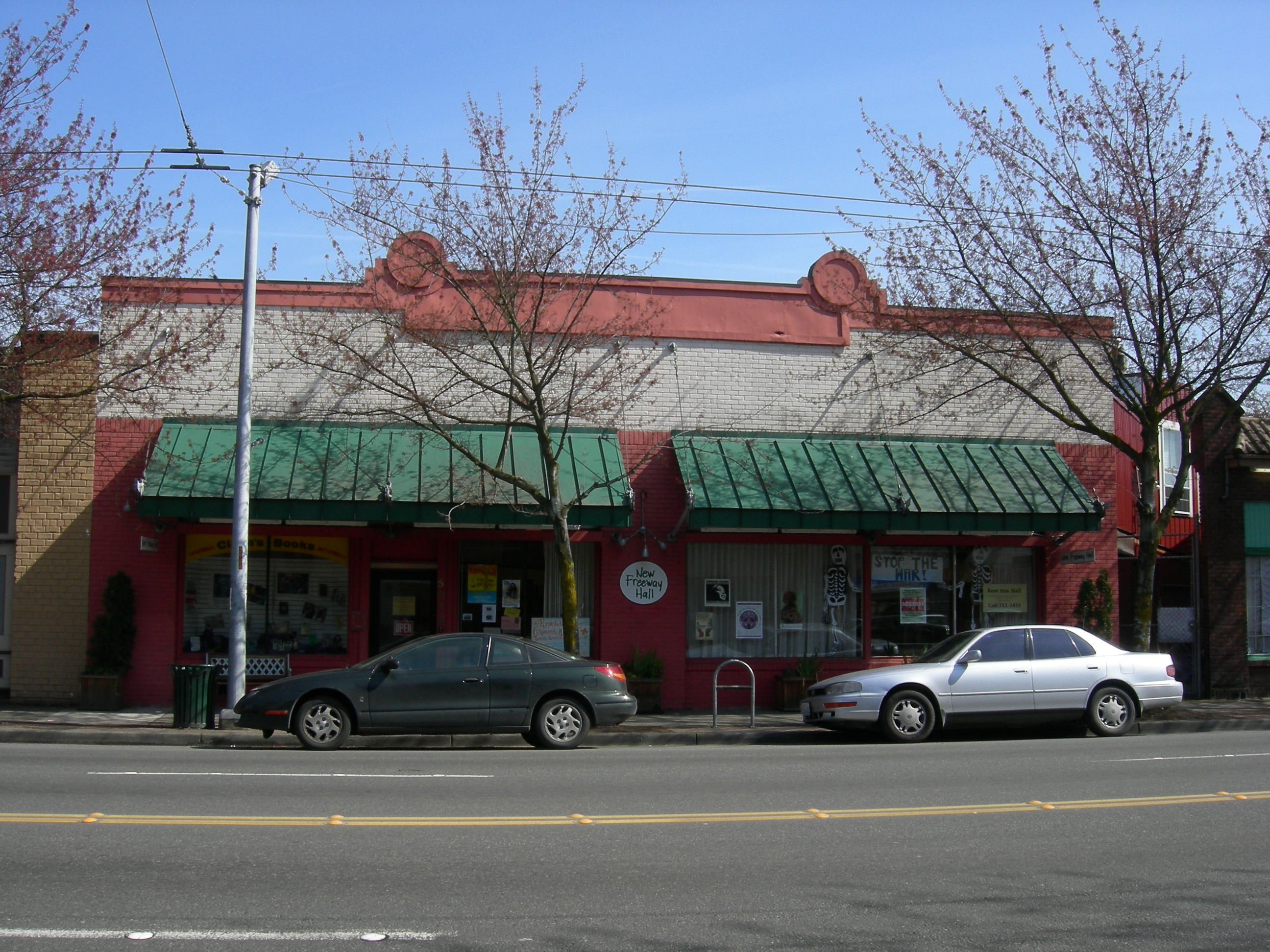
New Freeway Hall in Seattle, Hauptsitz der Partei

Die direkte Vorgängerin der Partei war die „Kirk-Kaye-Tendenz“, die von Richard Fraser (Kirk) und seiner damaligen Ehefrau Clara Fraser (Kaye) geführt wurde. Zu dieser Zeit wurde Richard Fraser aufgrund seiner Entwicklung der Theorie des revolutionären Integrationismus als zentraler Anführer der Tendenz angesehen. Zusätzlich zu ihrer unterschiedlichen Position bezüglich Bürgerrechten, die von der Theorie des revolutionären Integrationismus abgeleitet wurde, war die Haltung der Tendenz auch gegenüber China sympathischer eingestellt, als es in der SWP die Norm war. Dies rührte teilweise aus der Verbindung der Kirk-Kaye-Tendenz mit Frank Glass und dem Maoisten Arne Swabeck.
Die politischen Unterschiede, wie sie von der zukünftigen FSP verdeutlicht wurden, waren laut der FSP unter anderem die unkritische Unterstützung der nationalistisch-schwarzen Ansichten von Malcolm X, die Orientierung der SWP zur Arbeiteraristokratie, dem Opportunismus zur anti-Vietnamkriegsbewegung und die herablassende Haltung gegenüber der aufsteigenden Frauenbewegung der SWP. Die aufkeimende FSP verteidigte die Klassensolidarität von schwarzen und weißen Arbeitern, rief zum höheren Verständnis und Aufmerksamkeit der Emanzipation der Frauen auf und drängte die Antikriegsbewegung dazu, die sozialistischen und antiimperialistischen Ziele der Augustrevolution zu unterstützen.
Die FSP wurde zu einem Anziehungspol für die politischen Linken Seattles, die der Innenpolitik der SWP gegensätzlich gegenüberstanden und gründeten in der Freeway Hall in Columbia City ihren Hauptsitz. Die Partei gründete auch die Organisation Radical Women mit dem doppelten Ziel, eine radikal-feministische Organisation zu gründen und Frauen Organisations- und Führungsfähigkeiten zu lehren, die ihnen in den männlich dominierten Organisationen oft verwehrt wurden.

## Ideologie
Die FSP ist trotzkistisch. Die Anführerinnen von FSP Clara Fraser (1923–1998) und Gloria Martin (1916–1995) bauten auf der sozialistischen Analyse der Unterdrückung der Frauen auf um eine leninistische Partei zu gründen, die „sozialistisch-feministisch“ sowohl in ihrer Ideologie, als auch in der Praxis ist. Die Partei sieht die Befreiungskämpfe von Frauen, Farbigen und sexuellen Minderheiten (wie Homosexuellen) als intrinsisch für die Revolution der Arbeiterklasse an und sie achtet darauf, dass diese Leute aus den besonders stark unterdrückten Teilen der Gesellschaft revolutionäre Führungsrollen übernehmen. Frauen machen den überwiegenden Teil der Parteiführung aus. Die Partei hat auch ein Gremium namens National Comrades of Color Caucus gegründet, dass sie als Angebot an die Parteimitglieder verschiedener Hautfarbe ansieht, als Gruppe zusammenzuarbeiten und die Richtung für die Arbeit der Partei in Bewegungen für farbige Menschen vorzugeben.

## Strategie
Die Partei hat häufig die Bemühungen von Einheitsfronten in zahlreichen Angelegenheiten unterstützt und hilft anderen sozialistischen Gruppen dabei, die Wahlberechtigung zu erlangen, während sie gleichzeitig selbst ihre eigenen Kandidaten zur Wahl aufstellen lässt.
Die United Front Against Fascism (UFAF), die von der FSP gegründet wurde, besteht auch aus einer breiten Koalition der Linken, der LGBT-Gemeinde, Gewerkschaftlern, Farbigen, Juden und Freiheitsrechtlern und hat die Führungsrolle im Pazifischen Nordwesten in der Mobilisierung gegen Neonazismus übernommen.

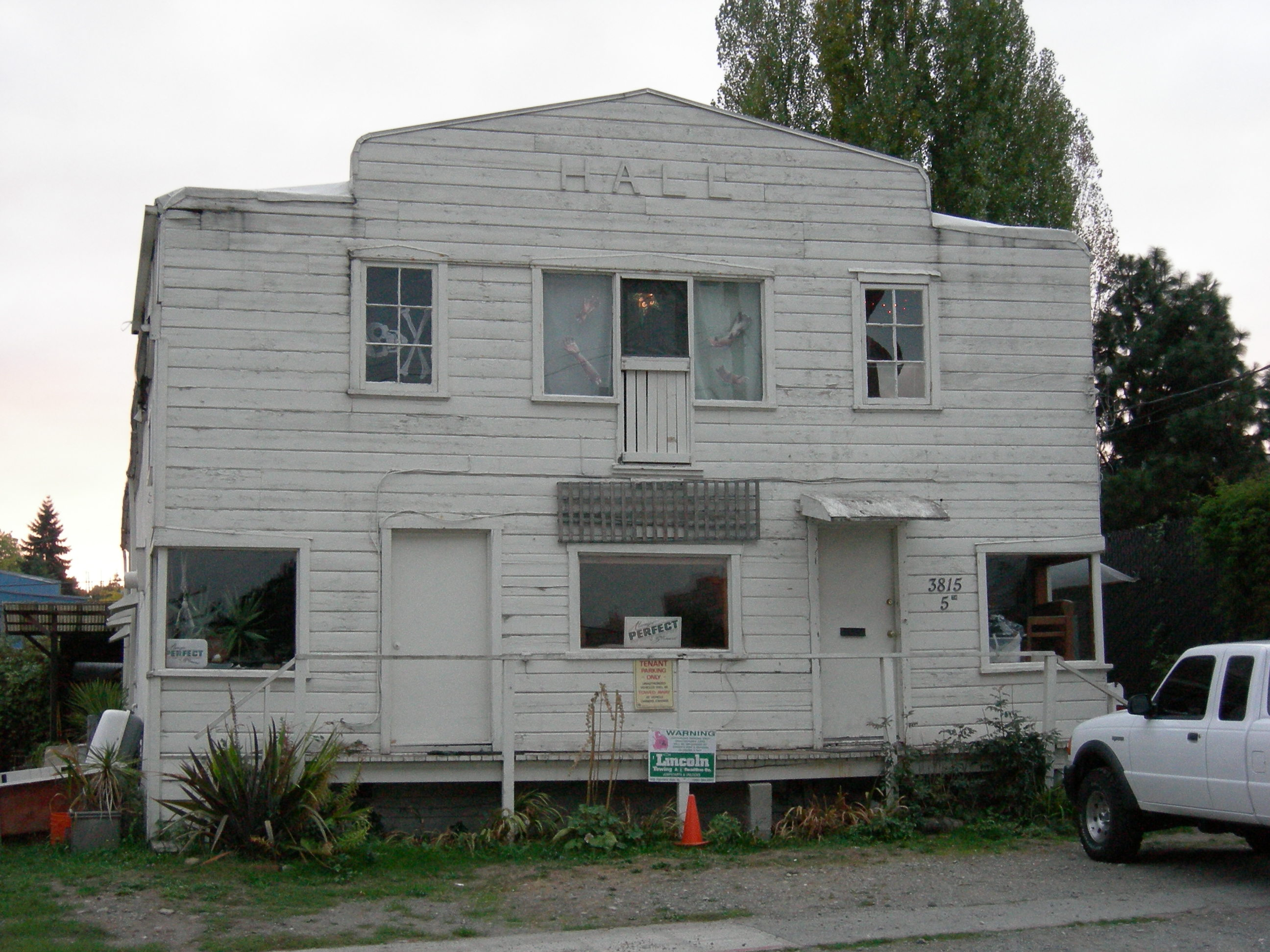
Die Freeway Hall in Seattle Northlake war viele Jahre lang der Hauptsitz der FSP

Die Partei hat zahlreiche Zweigstellen in US-Städten und eine Sympathisantenszene in Australien. Die Zeitung Freedom Socialist wird sechsmal im Jahr gedruckt. Red Letter Press veröffentlicht Bücher und Pamphlete für die Partei. Die FSP ist mit Radical Women, einer autonomen sozialistisch-feministischen Organisation verbündet. 2003 wurden Red Letter Press und dessen Chefredakteurin, Helen Gilbert, das Ziel einer Beschwerde bei der Federal Election Commission (Kontrollbehörde für Präsidentenwahlen in den USA) durch das Wahlkampfkomitee des immerwährenden Präsidentschaftskandidaten Lyndon LaRouche. LaRouche behauptete, dass Gilbert und der Buchverlag von FSP, die ein von Gilbert verfasstes Pamphlet veröffentlichten, das sich kritisch mit LaRouches Ideologie und politischer Geschichte auseinandersetzte, gegen die Parteifinanzierungsgesetze verstieß. Die FEC befand LaRouches Beschwerde für unbegründet und lehnte sie ab.
2004 bewarb sich Jordana Sardo, die Organisatorin der Partei in Portland (Oregon), zur Wahl ins Repräsentantenhaus in Oregons 45. Wahldistrikt, wobei sie 8,74 % der Stimmen erhielt. Andere FSP-Wahlkämpfe fanden in New York, Washington und Kalifornien statt.
2012 führte die Partei einen „Write-in“-Präsidentschaftswahlkampf, bei dem die Wähler einen Kandidaten wählen konnten, dessen Name nicht auf den regulären Stimmzetteln stand. Die FSP-Kandidaten hierfür waren Stephen Durham für die Wahl des Präsidenten und Christina López für die Wahl der Vizepräsidentin. 117 Stimmen wurden dabei landesweit gesammelt.